# 에이톤
에이톤(1989년 2월 28일 ~)은 대한민국의 가수, 작곡가다.

## 방송
- 보이스킹 (2021) - Top68(57위)

## 음반
- Dive in (2017)
- 발라드 (2019)

## 피처링
- 에이브 <Love Potion> (2014)
- 에이브 <썸,썸머> (2016)

## 수상
- 서울마포경찰서 표창 (2019)